# Bobby Mattos
Adolfo Israel Mattos Piaggio (San Martín de Porres, 11 de octubre de 1972), más conocido como Bobby Mattos, es un ingeniero civil y político peruano. Fue alcalde del distrito de San Martín de Porres desde enero del 2015 hasta 2019.

## Biografía
Nació en el distrito de San Martín de Porres, ubicado en la ciudad de Lima, el 11 de octubre de 1972. Es hijo de Enrique Mattos Méndez y de Juana Piaggio Bruno.
Realizó sus estudios primarios en el I.E Pedro Paulet y los secundarios en el Colegio Precursores de la Independencia. Sus estudios superiores los hizo en la Universidad Nacional de Ingeniería donde luego se graduaría como ingeniero civil y en 2011, tuvo un diplomado de Políticas Públicas en la Universidad San Ignacio de Loyola.
Del 2003 al 2004, fue subgerente de Obras Públicas Estudios y Proyectos en la Municipalidad de Comas y también fue gerente de Desarrollo Urbano en la Municipalidad del Rímac.

## Carrera política
Bobby Mattos se inició en la política en el año 2006 cuando anunció su candidatura al sillón municipal del distrito de San Martín de Porres por la alianza Unidad Nacional en las elecciones municipales de ese mismo año, sin embargo, no resultó elegido. Intentó por segunda vez en las elecciones municipales del 2010 por el partido Cambio Radical de José Barba Caballero, perdiendo ante Freddy Ternero.

### Alcalde de San Martín de Porres
Para las elecciones municipales del 2014, Bobby Mattos se integró al partido Siempre Unidos de Felipe Castillo Alfaro en calidad de invitado y postuló por tercera vez al mismo cargo. Finalmente, Bobby Mattos logró ser elegido como el nuevo alcalde de San Martín de Porres, derrotando a Freddy Ternero de Solidaridad Nacional, y fue juramentado para el periodo 2015-2019.
Durante su gestión como alcalde estuvo bajo cuestionamientos debido a la falta de limpieza de basura en las calles de San Martín de Porres y de haber despedido a 50 agentes de serenazgo del municipio ante la falta de pago de gratificaciones.
Actualmente se encuentra afiliado al partido Renovación Popular liderado por Rafael López Aliaga.